# GAZ-A
Le GAZ-A était une voiture particulière produite par GAZ de 1932 à 1936. Il était basé sur le Ford Model A.

## Histoire

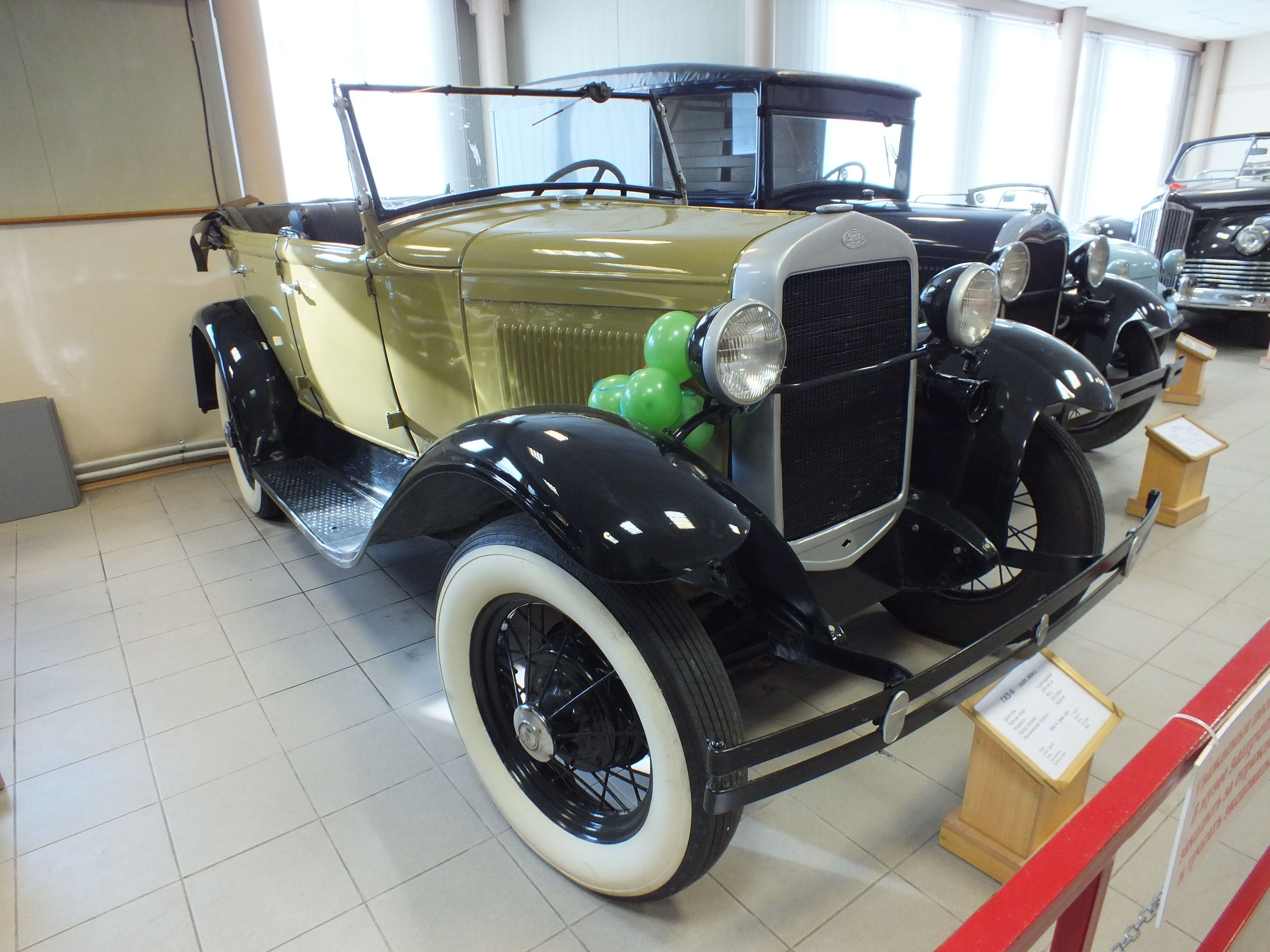
GAZ-A dans un musée

La coopération entre Ford Motor Company et Russie remonte à l'année 1909. Ford était un grand fournisseur de véhicules de passagers et commerciaux, tels que les tracteurs et les camions, en particulier dans les années 1910 et 1920. Des dizaines de milliers ont été importés dans l'Union soviétique parce que leur propre industrie des véhicules était sous-développée. Le premier plan quinquennal de 1928, qui a généralement grandement contribué au développement de l'industrie soviétique, a également prévu la construction d'une production de voiture nationale. En 1929, un contrat officiel a été signé avec Ford, qui a prévu que l'URSS coopérerait avec Ford dans la production de voitures dans l'usine de voitures nouvellement construite à Nijni Novgorod, qui portait le nom NAZ (depuis 1933 GAZ).
Les Américains n'ont jamais tenu aimablement à la grande aide que Ford offrirait un pays communiste, et ce n'est que lorsque la Grande Dépression a frappé et qu'il y avait un besoin d'argent que Ford a reçu le feu vert pour aller de l'avant avec ses plans pour aider le soviétique Syndicat. Les premières voitures ont été construites avec des kits d'assemblage envoyés par Ford. À la fin de 1932, l'usine de Nizhny Novgorod avait atteint un niveau où elle pouvait produire des voitures pour la production de masse. Les premières voitures ont quitté les théâtres le 8 décembre 1932.
À peu près au même moment, la production du GAZ-AA a commencé. Il s'agissait d'un camion construit sur le même châssis et a pris de nombreuses autres pièces de la voiture de tourisme. Les plans pour le véhicule étaient toujours de Ford. Le partenariat avec Ford s'est avéré très réussi et s'est poursuivi pendant plusieurs années à venir.
Il convient de noter que, contrairement au modèle américain A, qui était largement disponible pour l'achat public et que près de 5 millions ont été construits, le GAZ-A en Russie n'était disponible que pour l'armée, les membres politiques, diverses institutions, les hôpitaux et la police.
Bien que le GAZ-A ait un corps et un châssis plus durables et plus forts que la voiture américaine pour résister aux conditions météorologiques dures de la Russie, parallèlement à une suspension considérablement améliorée, la voiture a eu des problèmes de qualité qui n'étaient pas observés dans le modèle américain. La soupape de carburant, en particulier dans les premiers modèles, s'est avérée très problématique et a provoqué une fuite d'essence dans le compartiment de passagers, mais cela a ensuite été corrigé dans des modèles plus récents.
La conception du GAZ-A, avec son corps "ouvert" dans le style de "Phaéton ", ne convenait pas à l'opération même dans les régions avec un climat tempéré, sans parler des nords, car il manquait même de fenêtres pour la protection.
Pour cette raison, il y a eu de nombreuses tentatives pour produire une version à toit fermé du GAZ-A, en particulier pour l'utilisation des taxis. Par conséquent, GAZ-3 et GAZ-6 ont été développés, en parallèle avec "Arekmuz", construits par l'atelier local du même nom. Cependant, aucun d'entre eux n'est entré dans la production de masse.
En 1936, lorsque la production a cessé en faveur du véhicule successeur GAZ-M1, 41 917 exemplaires avaient été construits.

## Variantes

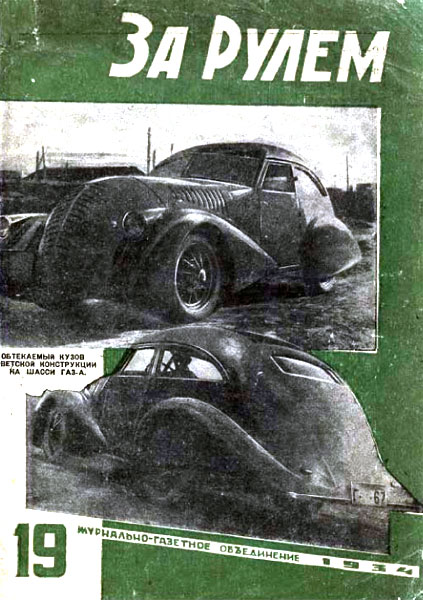
Le GAZ-A-Aero

- GAZ-A: version de production principale. Produit en 1932-1936.
- GAZ-A-Aremkuz: Conversion d'un constructeur de corps séparé de GAZ-A en une quadroor fermée de la plante Aremkuz à Moscou.
- GAZ-AA: Version du camion. Produit 1932-1938.
- GAZ-3: Version avec un toit fermé.
- GAZ-4: pick-up basée sur GAZ-A. Produit en 1933-1936.
- GAZ-6 "Pioneer": Sedan à deux portes avec un toit fermé, basé sur le GAZ-A. Produit en 1933-1936.
- GAZ-AAAA: concept-car à quatre axes basé sur GAZ-A. Le taxi provenait du GAZ-AA tandis que l'arrière provenait du GAZ-AAA. Les deux pneus de rechange latéraux pourraient tourner pour faciliter la surmonter les obstacles.
- GAZ-A-Aero: une version avec un corps plus aérodynamique et arrondi, destiné à un véhicule de course.
- GAZ-TK: voiture à trois points basée sur Gaz-A. Production 1936-1938.